# Tollebeek
Tollebeek est l'un des dix villages de la commune néerlandaise de Noordoostpolder, dans la province du Flevoland.
Le village a été créé en 1956. Le 1er janvier 2009, Tollebeek compte 2 149 habitants. Ce village récent tire son nom d'un ancien village englouti du même nom.